# 赵峰 (1967年)
赵峰（1967年11月—），汉族，山东滕州人，中华人民共和国政治人物，中国共产党党员，第十三届全国人民代表大会山东地区代表。

## 生平
2018年2月24日，当选为第十三届全国人大代表。